# Блестящие златки
Блестящие златки (лат. Eurythyrea) — род златок из подсемейства Buprestinae.

## Описание
Окраска жуков бывает зелёной, сине-зелёной, иногда с со слабой краевой каймой на надкрыльях. Междурядья надкрылий не приподняты через одно, нет тёмных рельефных пятен. Щиток крупный, поперечный. Надкрылья на вершине слегка выемчатые, с шовным зубцом.

## Систематика
В составе рода:
- вид: Eurythyrea aurata (Pallas, 1776)
- вид: Eurythyrea austriaca (Linnaeus, 1767)
- вид: †Eurythyrea bilyi Weidlich, 1987
- вид: Eurythyrea eao Semenov, 1895
- вид: †Eurythyrea grandis Deichmüller, 1886
- вид: †Eurythyrea longipennis Heer, 1847
- вид: Eurythyrea micans (Fabricius, 1793)
- вид: Eurythyrea oxiana Semenov, 1895
- вид: Eurythyrea quercus (Herbst, 1780)
- вид: Eurythyrea tenuistriata Lewis, 1893
- вид: Eurythyrea fastidiosa (Rossi, 1790)